# Драгоманова Оксана Олександрівна
Оксана Олександрівна Драгоманова (в одруженні Храпко; 22 грудня 1894, Санкт-Петербург, Російська імперія — 5 квітня 1961, Лос-Анджелес, США) — українська письменниця, перекладачка, правниця, громадська діячка.
Кузина видатної української письменниці Лесі Українки, племінниця Олени Пчілки та Михайла Драгоманова.

## Життєпис

### Дитинство
Народилася 22 грудня 1894 року в Петербурзі у родині лікаря-психіатра Олександра Драгоманова (рідний брат М. П. Драгоманова й Олени Пчілки) та Олександри Кузьміної. З 1895 року жила з батьками у Творках (зараз це околиця міста Прушкув Мазовецького воєводства, 15 км від Варшави, Польща), де тато працював лікарем психіятричного шпиталю. Батьки походили з дворянського роду з Полтавщини, тому дитинство Оксани минало частково й у Гадячі.

### Юність
Після закінчення зі срібною медаллю класичної гімназії у Варшаві, продовжила освіту на юридичному відділі Бестужевських курсів у Петербурзі. Закінчила курси 1912 року, ставши однією з перших жінок-правників у царській Росії.
У 1918–1920 рр. Оксана та її чоловік Іван Храпко були службовцями дипломатичної місії Української Держави й УНР у Петрограді, юридичного відділу Міністерства закордонних справ у Києві, дипломатичного корпусу у Відні (після липня 1919 р.). О. Драгоманову-Храпко також включили до складу дипломатичної місії Директорії на Версальську мирну конференцію. Продовжувала студії у Віденському університеті та Сорбонні (Париж) на юридичному факультеті. Працювала в юридичному відділі Міністерства закордонних справ УНР у Відні, Берліні, Парижі (1918–1921). 

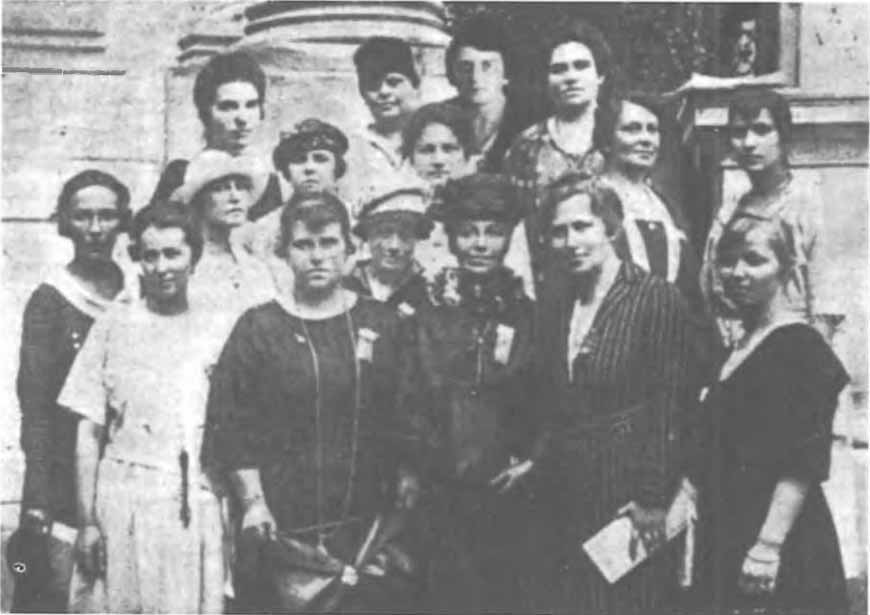
Українська делегація на конгресі Ліги Миру і Свободи у Відні (1921 р.) Оксана Храпко у першому ряду, друга праворуч

Після поразки визвольних змагань жила в Парижі, Берліні. Засновниця й активістка українського жіночого руху, членкиня управи української секції Міжнародної Жіночої Ліги Миру і Свободи, учасниця міжнародних конгресів цієї організації в Гаазі, Відні, Вашинґтоні.

### Зрілість
1924 року емігрувала з Франції до США, прибула до Нью-Йорка 21 квітня.
З 1928 року мешкала в Ріо-де-Жанейро (Бразилія) та Буенос-Айресі (Аргентина), працювала у Північноамериканському банку «Бостон» урядовцем польсько-російського відділу.
1931 року очолила перше жіноче українське товариство в Аргентині, була членом Братства Святої Покрови Української автокефальної православної церкви, а також членом правління та головою літературного відділу Спілки українських науковців, літераторів і митців. Брала участь у складанні українсько-іспанського словника «Перші кроки українця в Аргентині».

### Останні роки життя
1958 року вийшла на пенсію.
У грудні 1959 року через недугу серця разом із чоловіком тяжко хвора Оксана Драгоманова-Храпко поїхала лікуватися до США.
Померла 3 квітня 1961 року в Лос-Анджелесі (США), похована в штаті Каліфорнія.

## Творчість
Автор повісті «По той бік світу [Архівовано 18 серпня 2016 у Wayback Machine.]» (1951), оповідань «Запасний фонд» (Париж, 1951), «Дестіні» (Париж, 1952), «Блакитна година» (1957), «Ранок у Тігре» (1957). Перекладачка творів Ґі де Мопассана, Шарля де Костера, Жуля Верна, Арчибальда Кроніна та ін., які друкувалися на сторінках журналів «Овид» і «Пороги» (Буенос-Айрес).

## Дивись також
- Драгоманови